# Sara Ramírez
Sara Ramírez (Mazatlán, 31 augustus 1975) is een Amerikaanse acteur die vooral bekend is geworden door de rol als Dr. Callie Torres in Grey's Anatomy. Verder heeft hen kleine rolletjes gehad in de series Law & Order: Special Victims Unit, NYPD Blue, As the World Turns en Third Watch.

## Biografie
Na de scheiding van hun ouders verhuisde Ramírez op achtjarige leeftijd met hen moeder van Mexico naar San Diego. Ramírez' vader is Mexicaan en hun moeder is van Mexicaanse, Ierse en Amerikaanse afkomst. In San Diego ging hen naar de 'San Diego School of Creative and Performing Arts'. Hierna ging hen naar New York om te studeren aan Juilliard (afgestudeerd in 1997).
In 2005 won Ramírez een Tony Award voor Best Performance by a Featured Actress in een Musical voor de rol als The Lady of the Lake in Monty Python's Spamalot. De rol in Spamalot bezorgde hen ook een rol in Grey's Anatomy.
In 2011 bracht hen een ep uit, getiteld Sara Ramirez. Er staan vier nummers op. Twee daarvan, "Waiting" en "Break My Heart", schreef Ramírez samen met Rob Giles en eentje, "Eye to Eye", met Michael Pemberton. Het vierde nummer, "The Story", is een cover van Brandi Carlile. Dit nummer zong hen ook in de musicalaflevering van Grey's Anatomy: 'The Music Event'. De ep is geproduceerd door Rob Giles.

### Persoonlijk
In 2020 maakte Ramírez bekend non-binair te zijn.